# Halictus patellatus
Halictus patellatus is een vliesvleugelig insect uit de familie Halictidae. De wetenschappelijke naam van de soort is voor het eerst geldig gepubliceerd in 1873 door Morawitz.